# Arqueología del ajedrez
La arqueología del ajedrez es el estudio de artefactos arqueológicos con el objetivo de identificar los orígenes del juego. La identificación de los objetos considerados piezas de ajedrez es difícil porque no se localizan fácilmente en cantidad suficiente para certificar que son un conjunto, siendo piezas aisladas fácilmente confundidas con juguetes, adornos o monedas en el caso de xiangqi. 
Los objetos más antiguos encontrados fueron piezas de Afrasiab, en Uzbekistán, que son siete piezas de marfil con un estilo rudimentario. Las piezas con una forma abstracta son más comunes y se han ubicado en Irán, Arabia, África del Norte y el continente europeo. Las piezas más significativas de estos conjuntos son las piezas de Ager, que se encuentran entre las piezas más antiguas ubicadas en el continente. Otros conjuntos, como por ejemplo las piezas de Carlomagno, están ricamente elaborados en marfil y se han realizado en el sur de Italia. 
Otro conjunto ricamente elaborado son las piezas de Lewis, consideradas el artefacto más importante en la historia del juego, encontradas en Escocia y que datan del siglo XI. Probablemente, las piezas fueron hechas en Noruega, talladas en colmillos y dientes de ballena en forma de Reyes y Damas sentadas en tronos (el rey con una espada envainada y la reina con una mano en la cara con expresión de asombro), Alfil de mitras elaboradas, caballeros en sus monturas y Peones en la forma de obeliscos. 